# Grătar mixt

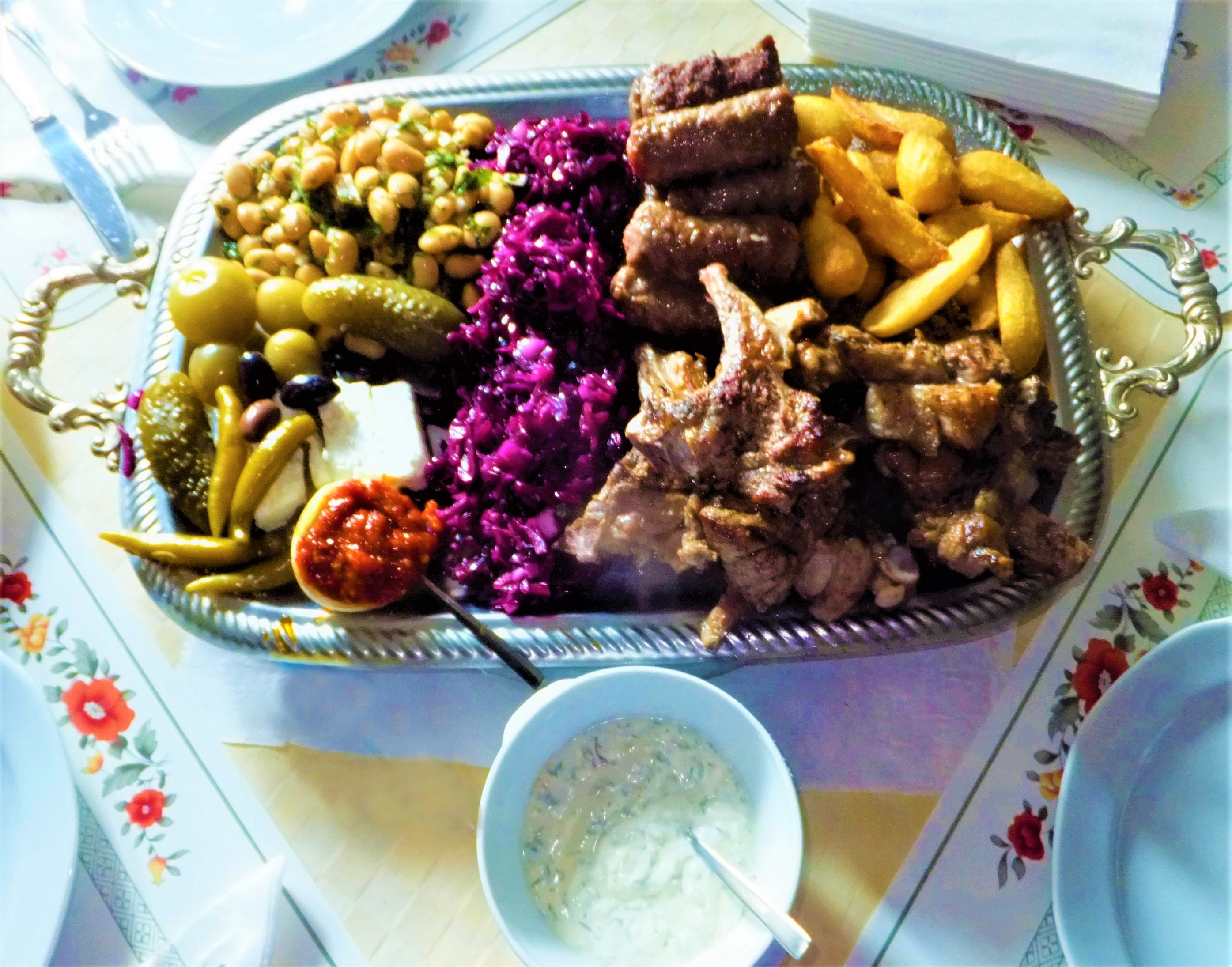
Grătar mixt românesc

Grătarul mixt, de asemenea cunoscut sub denumirea engleză mixed grill, este numele colocvial pentru o farfurie/tavă cu carne și opțional măruntaie de mai multe tipuri și/sau carne tocată la grătar cu garnituri. În mod similar, se numesc și alte feluri de mâncăruri porționate la grătar, de exemplu din vânat, pește sau produse vegetale.

## Compoziții posibile

### Feluri de carne

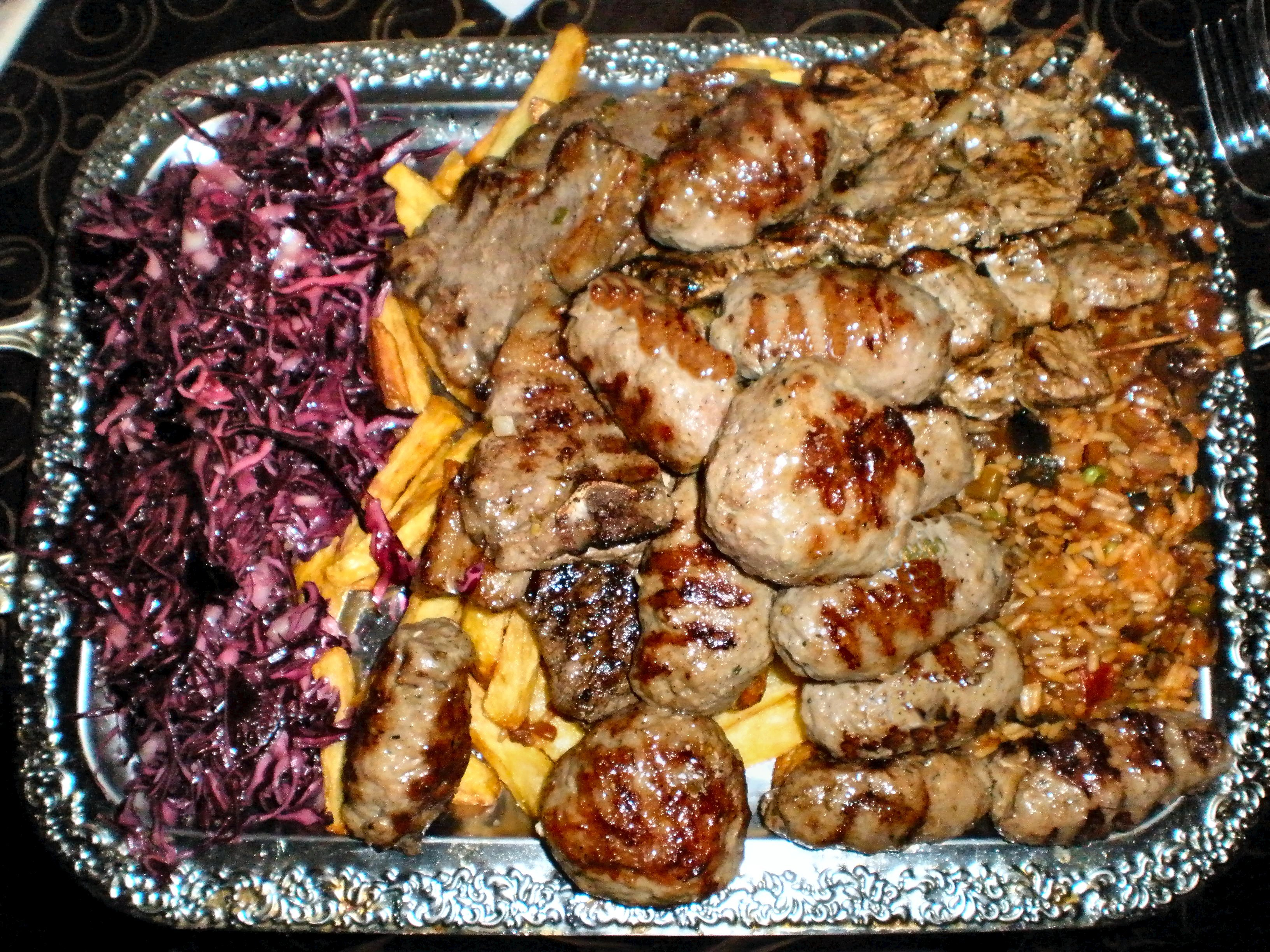
Grătar mixt cu mici

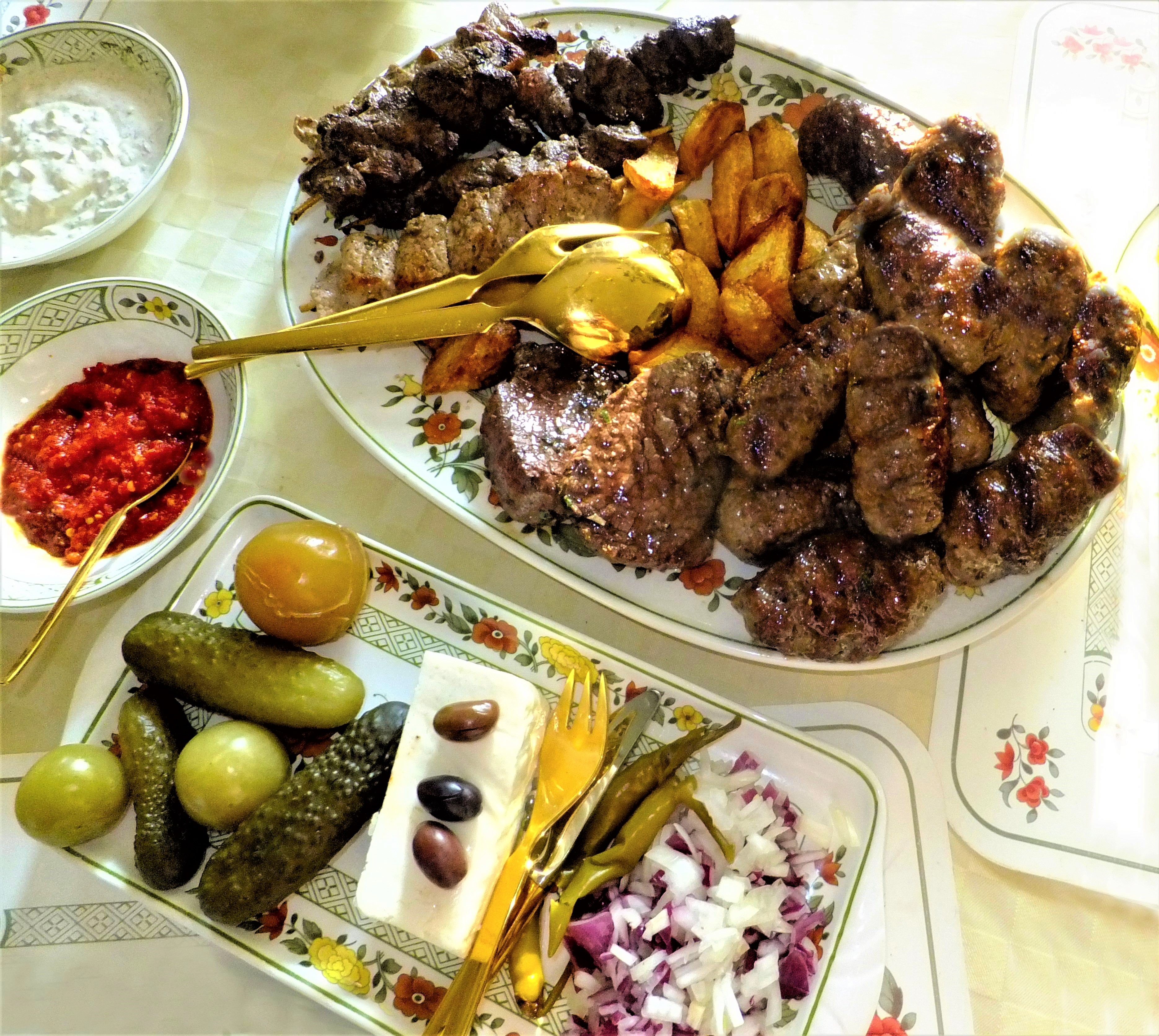
Grătar mixt cu mici 2

Felul de preparare interzice folosirea de carne panată ca de exemplu  șnițel. Bucățile de carne tipice sunt fileul, cotletul și pulpa precum unele măruntaie, cu toate fragede și cu timp scurt de gătit. În țările române se folosesc de obicei următoarele ingrediente:
- Mititei
- Carne de miel: mușchi, cotlet, ficat, momiță, rinichi,
- Carne de pasăre: pulpă sau piept de pui sau curcan,
- Carne de porc: mușchi, cotlet cu sau fără os, carne de șnițel, ficat, rinichi,
- Carne tocată: mititei, pleșcaviță (sârbesc, cocă de mici umplută cu telemea și ceapă), cârnați,
- Carne de vacă: mușchi, felii din antricot sau vrăbioară, ficat, (rinichi, nu sunt prea delicioși)
- Carne de vânat: mușchi, cotlet cu sau fără os, vrăbioară, ficat, rinichi, de căprioară, cerb, iepure sau mistreț
- Carne de vițel: mușchi, cotlet cu sau fără os, ficat,  momiță, rinichi.[1][2]

### Garnituri posibile
Garniturile sunt foarte diferite și multiple, depinde de regiune. În urmare câteva posibilități:
- Cartofi prăjiți, pommes frites, cartofi copți în folie de aluminiu cu unt și/sau smântână,
- Orez natural sau cu ceapă, roșii, verdețuri, ghiveci,
- Telemea,
- Salată mixtă, de varză roșie crudă, de varză albă, de fasole boabe,
- Murături: gogonele, castraveți și gogoșari, măsline,
- Alte adăugări: ardei copți, ardei iuți, pastă de ardei iuți, mujdei, muștar, sos iaurt, zacuscă.[1][2]

## Mod de preparare
Carnea se unge cu ulei, opțional cu suc de mujdei, dar încă nu se sărează. Diverse feluri pot fi trase pe băț (de exemplu carnea de șnițel tăiată în bucăți). Se frige pe fiecare parte la foc iute pe un grătar cu cărbuni, electric sau în tigaie, dar nu prea lung, ca să nu se usuce. La sfârșit se condimentează, în mod normal numai cu sare și piper. În sfârșit se servește cu toate garniturile alese.
Asemănător se poate proceda cu grătarele de pește sau legume.